# Moros y Cristianos de Sierro

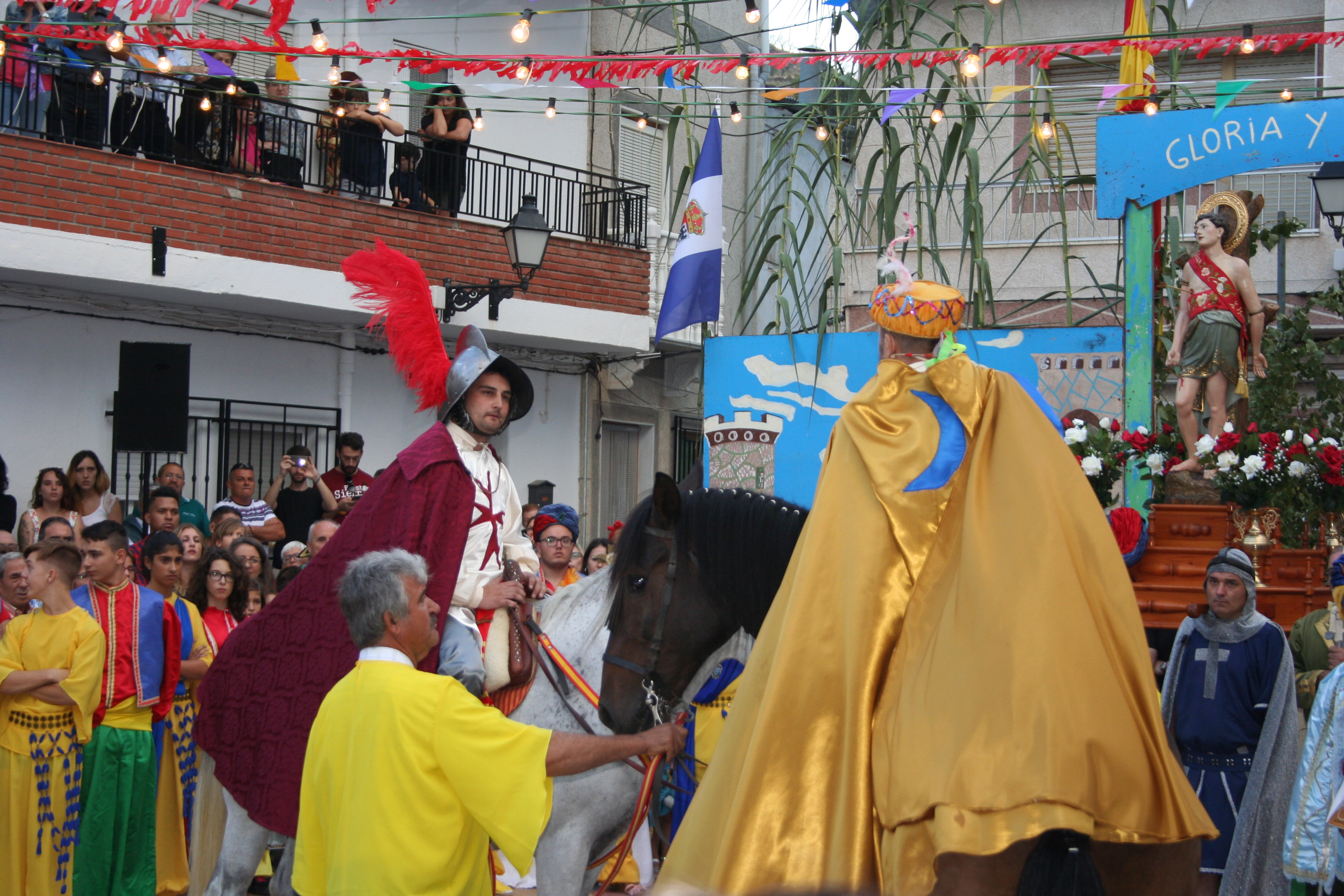

Las fiestas de moros y cristianos del localidad española de Sierro, en Almería, se celebran cada año durante el primer fin de semana de septiembre. Es un evento cultural importante por su carga histórica y tradicional. Los textos de la relación que se conservan fueron transcritos en 1950.
Consiste en la representación del enfrentamiento entre el bando cristiano y el moro por la imagen de San Sebastián, patrón del municipio. 
Se desarrolla en dos actos, el primero tiene lugar la tarde del sábado, con el peculiar desfile de moros y cristianos por las calles del pueblo y la procesión de San Sebastián, donde ganan los moros y el santo queda prisionero en el castillo. Acaba con el tradicional baile de banderas. Esa noche tiene lugar la ceremonia de acompañamiento al santo, donde se encienden velas ofrecidas por los vecinos. 
En el segundo acto, que es el domingo, ganan los cristianos. Se realiza también el desfile y la procesión antes de la representación y se finaliza con el baile de banderas. 

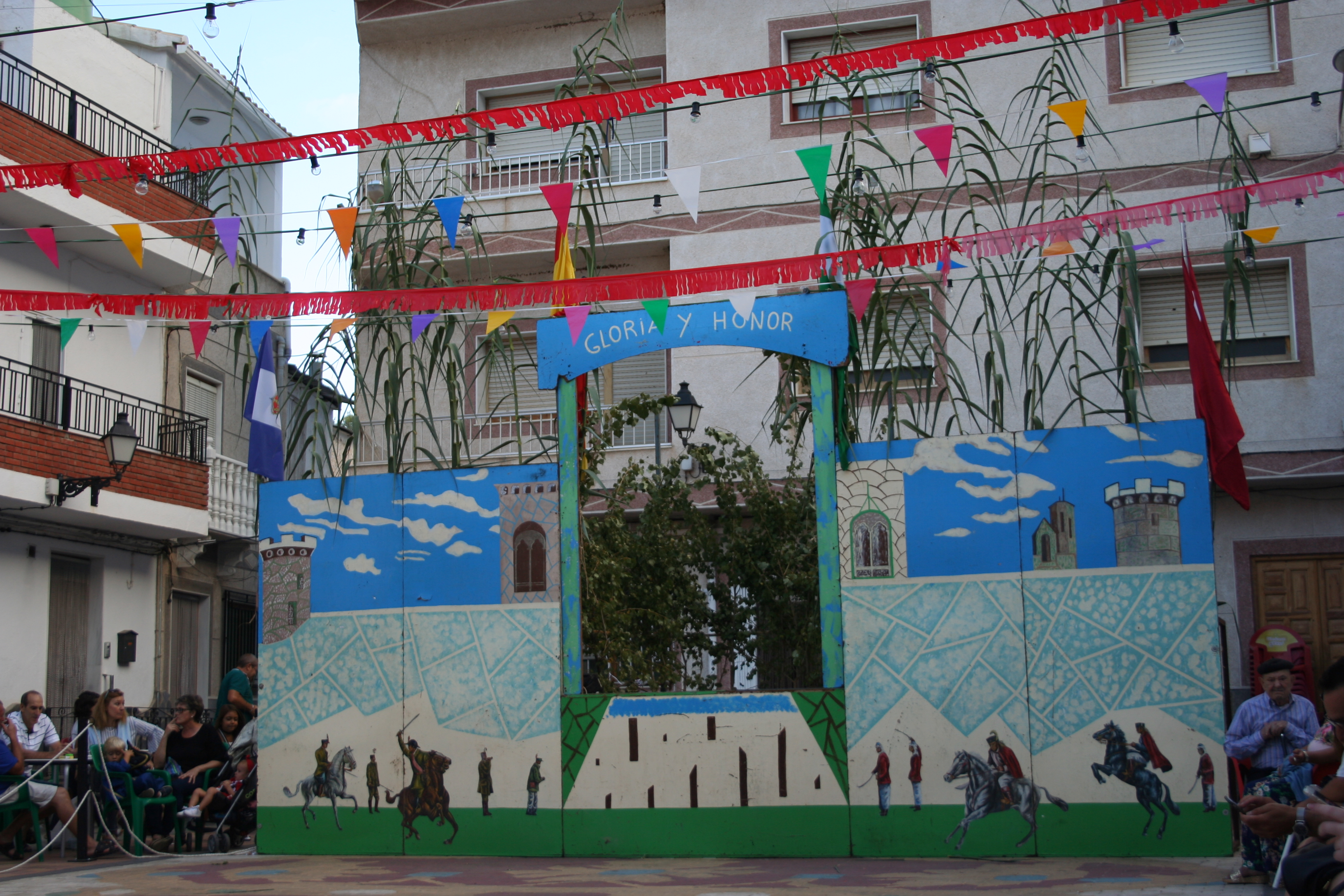

La representación cuenta con cuatro personajes principales: embajador moro, embajador cristiano, general moro y general cristiano,  cuatro secundarios que los acompañan: abanderado moro, abanderado cristiano, sargento moro y sargento cristiano, y las tropas moras y cristianas, formadas por los vecinos del pueblo, que participan en el desfile y en la lucha cuerpo a cuerpo durante las batallas.
Se usan como escenarios la plaza de España, la iglesia, las calles y el salón de San Sebastián. También, escenografía como el castillo de madera y atrezo: banderas, estandartes, pinchos, escudos y la cabeza del embajador moro,  vestimentas características de cada bando, caballos y música original de la mano de los músicos de Sierro.

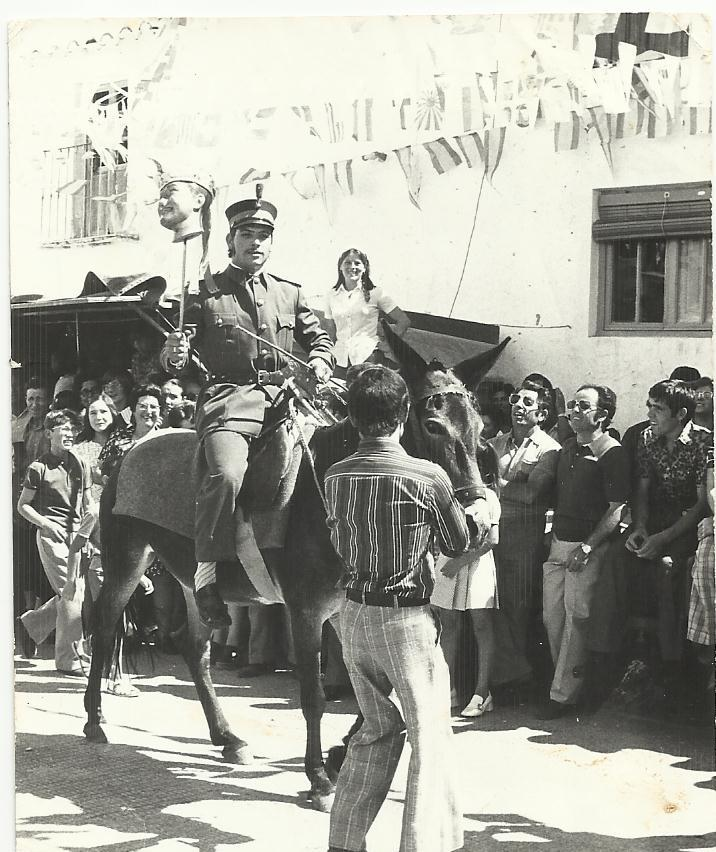

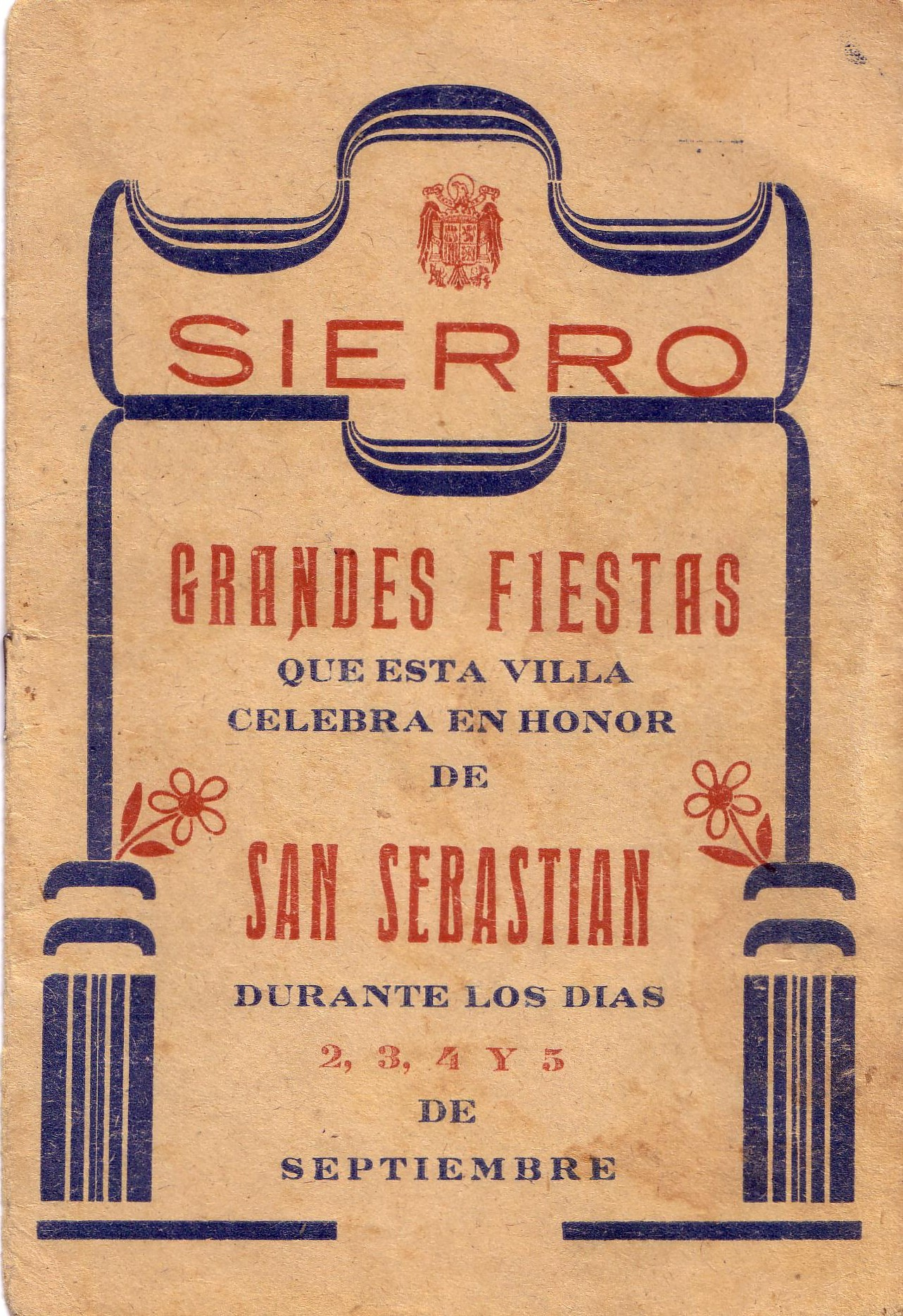